# Ненад Стојменовић
Ненад Стојменовић (Београд, 9. јул 1979) српски је телевизијски, водитељ, филмски, позоришни и гласовни глумац.

## Биографија
Добитник је Награду Петар Банићевић и Награду Милош Жутић 2012. године.
Био је у вези са својом колегиницом глумицом Катарином Марковић у периоду од 2002. до 2005. године.

## Улоге
| Год.       | Назив                  | Улога                |
| ---------- | ---------------------- | -------------------- |
| 1999.      | Бело одело             | сељаков син          |
| 2001.      | Наташа                 | Макса                |
| 2001.      | Метла без дршке        |                      |
| 2002.      | Класа 2002             |                      |
| 2002.      | Заједничко путовање    |                      |
| 2003—2007. | М(ј)ешовити брак       | Александар Чађеновић |
| 2004.      | Слатки мирис нафталина |                      |
| 2005.      | Ми нисмо анђели 2      | Божидар              |
| 2005.      | Љубав у залеђу         | Огњен Цукић          |
| 2008.      | Последња аудијенција   | Ђура Илкић           |
| 2012.      | Жене са Дедиња         | Михајло              |
| 2014.      | Талог                  | Поручник Иван Хорват |
| 2019.      | Пет                    | Данијел              |
| 2021.      | Радио Милева           | Микица               |
| 2021.      | Авионџије              | Аца Баук             |
| 2021.      | Феликс                 | Славко Петровић      |
| 2022.      | Мочвара                | начелник Душан       |
| 2023.      | Лако је Ралету         | Доктор               |
| 2023.      | Камионџије д.о.о.      | Небојша              |
| 2024.      | Круна                  |                      |
| 2024.      | Црна свадба            |                      |

## Синхронизације
| Година синх. | Филм/серија                      | Лик(ови)                                              |
| ------------ | -------------------------------- | ----------------------------------------------------- |
| 2001-2003.   | Телетабиси (Лаудворкс)           | Тинки Винки                                           |
| 2005.        | Тролови (2005)                   | Сајмон итд.                                           |
| 2006.        | Југио Ге-Икс (С1)                | Јаден Јуки, Шепард                                    |
| 2006.        | Пингвини осветници               | Мрки, Кактусовски Проклетије итд.                     |
| 2006.        | Сезона лова                      | Ијан                                                  |
| 2006.        | Гарфилд 2                        | Џон Арбакл                                            |
| 2006.        | Петар Пан 2: Повратак у Недођију | Петар Пан                                             |
| 2007.        | Браћа коале (Хепи)               | Бастер, Жорж, приповедач                              |
| 2008.        | Псећа прича                      | Ренги                                                 |
| 2009-2012.   | Бакуган                          | Дан Кусо, Комба                                       |
| 2011-2016.   | Џони Тест                        | Џони Тест                                             |
| 2012.        | Вулверин и Икс-мен               | Квиксилвер / Пјетро Максимоф, Сајбертут / Виктор Крид |
| 2012.        | Кирари                           | Араши итд.                                            |
| 2013.        | Трансформерси: Прајм (С1)        | Старскрим, Тејлгејт                                   |
| 2020.        | Фантастични повратак у Оз        | Урфин Ђус                                             |
| 2021.        | Винкс (С8)                       | Валтор                                                |